# Bill Conti
William "Bill" Conti  (Providence, Rhode Island, Estats Units, 13 d'abril de 1942) és un compositor estatunidenc de músiques de pel·lícules.

## Biografia
Director d'orquestra a l'edat de 15 anys, Conti va començar a compondre per al cinema el 1973. El seu primer èxit va ser, el 1976, la música de la pel·lícula Rocky, amb el tema Gonna Fly Now es convertirà en un tema mundialment conegut. La saga tindrà 5 continuacions, on Conti signarà la música (a excepció de Rocky IV ).
Sovint associat a les pel·lícules de Sylvester Stallone, és igualment col·laborador regular del realitzador, John G. Avildsen, sobretot amb la saga dels Karate Kid.
Artista eclèctic, Bill Conti privilegia sovint una escriptura simfònica, amb temes al piano d'una temible eficàcia. Guarneix de vegades algunes de les seves partitures de tocs més contemporanis (Disco per a Rocky 2, o Pop americà per a Karate Kid) que poden, amb el temps, ser obres una mica caducades però que tenen el mèrit de correspondre's amb les seves èpoques.
Sap igualment utilitzar amb harmonia instrumentacions més exòtiques, com la flauta a la sèrie dels Karate Kid, que en fa partitures immediatament identificables.
El 1980, signa la partitura de la pel·lícula de John Cassavetes, Glòria i li confien la modernització la música de la sèrie dels James Bond, amb Només per als teus ulls el 1981.
El 1983, compon la música d'Escollits per a la glòria (obra simfònica fortament inspirada dels Planetes de Gustav Holst), per a la qual guanya l'Oscar a la millor banda sonora.
Paral·lelament, treballa per a la televisió, sobretot sobre el fulletó Dinastia, i la mini-sèrie North and South .
Compositor prolífic en el transcurs dels anys 1980, els decennis següents no li donen gaire l'ocasió de compondre per al cinema i, amb l'excepció d'El secret de Thomas Crown el 1999, no treballa més que per a pel·lícules la majoria mediocres, o per a la televisió.
Ha estat durant nombrosos anys, el director musical de la cerimònia dels Oscars.

## Filmografia[3]

### Cinema
- 1973: Blume in Love de Paul Mazursky
- 1974: Harry and Tonto de Paul Mazursky
- 1976: Next Stop, Greenwich Village de Paul Mazursky
- 1976: Rocky de John G. Avildsen
- 1978: Una dona separada (An Unmarried Woman) de Paul Mazursky
- 1978: Uncle Joe Shannon de Joseph C. Hanwright
- 1978: Paradise Alley de Sylvester Stallone
- 1978: Slow Dancing in the Big City de John G. Avildsen
- 1978: F.I.S.T. de Norman Jewison
- 1979: Five Days from Home de George Peppard
- 1979: Rocky 2 de Sylvester Stallone
- 1980: Gloria de John Cassavetes
- 1980: The Formula de John G. Avildsen
- 1980: Private Benjamin de Howard Zieff
- 1981: Escape from Victory de John Huston
- 1981: Només per als teus ulls (For Your Eyes Only) de John Glen
- 1981: Veïns (Neighbors) de John G. Avildsen
- 1982: Rocky 3 de Sylvester Stallone
- 1982: I, the Jury de Richard T. Heffron
- 1982: Split Image de Ted Kotcheff
- 1983: Escollits per a la glòria (The Right Stuff) de Philip Kaufman
- 1983: Bad Boys de Rick Rosenthal
- 1984: Karate Kid de John G. Avildsen
- 1985: Gotcha! de Jeff Kanew
- 1986: Nomads de John McTiernan
- 1986: Un gran embolic (Big Trouble) de John Cassavetes
- 1986: F/X de Robert Mandel
- 1986: Karate Kid 2 de John G. Avildsen
- 1987: A Prayer for Dying de Mike Hodges
- 1987: Happy New Year de John G. Avildsen
- 1987: Broadcast News de James L. Brooks
- 1987: Baby Boom de Charles Shyer
- 1987: Masters of the Universe de Gary Goddard
- 1988: For Keeps de John G. Avildsen
- 1988: Le Grand Bleu de Luc Besson (versió estatunidenca)
- 1988: Betrayed de Costa-Gavras
- 1988: Cohen and Tate d'Eric Red
- 1989: Lock up de John Flynn
- 1989: Karate Kid 3 de John G. Avildsen
- 1990: The Fourth War de John Frankenheimer
- 1990: Escola de joves rebels (Lean on Me) de John G. Avildsen
- 1990: Rocky 5 de John G. Avildsen
- 1991: Year of the Gun de John Frankenheimer
- 1991: By the Sword de Jeremy Paul Kagan
- 1993: The adventures of Huck Finn de Stephen Sommers
- 1993: Bound by Honor de Taylor Hackford
- 1993: Rookie of the year de Daniel Stern
- 1994: Vuit segons (8 Seconds) de John G. Avildsen
- 1996: Spy Hard de Rick Friedberg
- 1998: Wrongfully Accused de Pat Proft
- 1999: El secret de Thomas Crown (The Thomas Crown Affair) de John McTiernan
- 1999: Inferno de John G. Avildsen
- 2002: Avenging Angelo de Martyn Burke
- 2006: Rocky Balboa de Sylvester Stallone
- 2009: The Perfect Game de William Dear

### Televisió
- 1981: Dynastie (tema dels crèdits)
- 1981: Falcon Crest (tema dels crèdits)
- 1981: Cagney et Lacey (tema dels crèdits)
- 1985: North and South (mini-sèrie)
- 1989: Wiesenthal de Brian Gibson (telefilm)
- 1989: L'espia bionica (telefilm)
- 1992: Nails de John Flynn (telefilm)

## Premis i nominacions

### Premis
- 1984: Oscar a la millor banda sonora per Escollits per a la glòria
- 1992: Primetime Emmy a la millor direcció musical per The 64th Annual Academy Awards
- 1998: Primetime Emmy a la millor direcció musical per The 70th Annual Academy Awards
- 2003: Primetime Emmy a la millor direcció musical per The 75th Annual Academy Awards

### Nominacions
- 1977: Oscar a la millor cançó original per Rocky amb la cançó "Gonna Fly Now"
- 1977: Globus d'Or a la millor banda sonora original per Rocky
- 1978: Grammy al millor àlbum original escrit per pel·lícula o televisió per Rocky
- 1979: Globus d'Or a la millor banda sonora original per An Unmarried Woman
- 1982: Oscar a la millor cançó original per Només per als teus ulls amb la cançó "For Your Eyes Only"
- 1982: Globus d'Or a la millor cançó original per Només per als teus ulls amb la cançó "For Your Eyes Only"
- 1986: Primetime Emmy a la millor composició per a minisèrie o especial per North and South
- 1990: Primetime Emmy a la millor direcció musical per The 62nd Annual Academy Awards
- 1991: Primetime Emmy a la millor direcció musical per The 63nd Annual Academy Awards
- 1993: Primetime Emmy a la millor direcció musical per The 65nd Annual Academy Awards
- 1994: Primetime Emmy a la millor direcció musical per The 66nd Annual Academy Awards
- 1995: Primetime Emmy a la millor direcció musical per The 67nd Annual Academy Awards
- 1997: Primetime Emmy a la millor direcció musical per The 69nd Annual Academy Awards
- 1999: Primetime Emmy a la millor direcció musical per The 71nd Annual Academy Awards
- 2006: Primetime Emmy a la millor direcció musical per The 78nd Annual Academy Awards
- 2008: Primetime Emmy a la millor direcció musical per The 80nd Annual Academy Awards